# Trematochampsa
Trematochampsa es un género extinto de crocodiliforme del Cretácico Superior (época del Cenomaniense) hallado en la formación In Beceten de Níger. La especie tipo, T. taqueti, fue descrita por Eric Buffetaut en 1974. Una segunda especie, T. oblita, fue nombrada de Madagascar en 1979. Esta se volvió luego la especie tipo de Miadanasuchus en 2009.
Trematochampsa le dio su nombre a la familia Trematochampsidae, un poco conocido grupo de cocodrilos fósiles.